# Chałupki Dusowskie
Chałupki Dusowskie – osada w Polsce położona w województwie podkarpackim, w powiecie przemyskim, w gminie Stubno.
Przed II wojną światową wieś była zamieszkała przez ludność rusińską. W 1945 roku mieszkańcy zostali deportowani do Ukraińskiej Socjalistycznej Republiki Radzieckiej, a domostwa spalone przez Ukraińską Armię Powstańczą. W miejscu wsi powstał PGR oraz wybudowano budynki mieszkalne dla pracowników. W latach 1975–1998 miejscowość administracyjnie należała do województwa przemyskiego.
Do 2023 jedynym połączeniem wsi Niziny w gminie Orły z miejscowością Chałupki Dusowskie w  gminie Stubno, była wisząca kładka nad Sanem, z której mogli korzystać jedynie piesi i rowerzyści, z możliwością dotarcia w Nizinach do szkoły, sklepów, przystanków komunikacyjnych, PKP i Kościoła parafialnego. 1 czerwca 2023 inaugurowano budowany od 2022 roku most. Most o długości 139 metrów, dwujezdniowy połączył dwie gminy Orły i Stubno, umożliwił dojazd do autostrady A-4 i do przejść granicznych w Medyce i Korczowej.